# Liviu-Dumitru Voiculescu
Liviu-Dumitru Voiculescu (n. 24 mai 1981, Cungrea, România) este un senator român, ales în 2020 din partea PNL. 

## Controverse
Pe 19 iunie 2023 Liviu Voiculescu a fost achitat definitiv de Înalta Curte.